# 达尔科宫

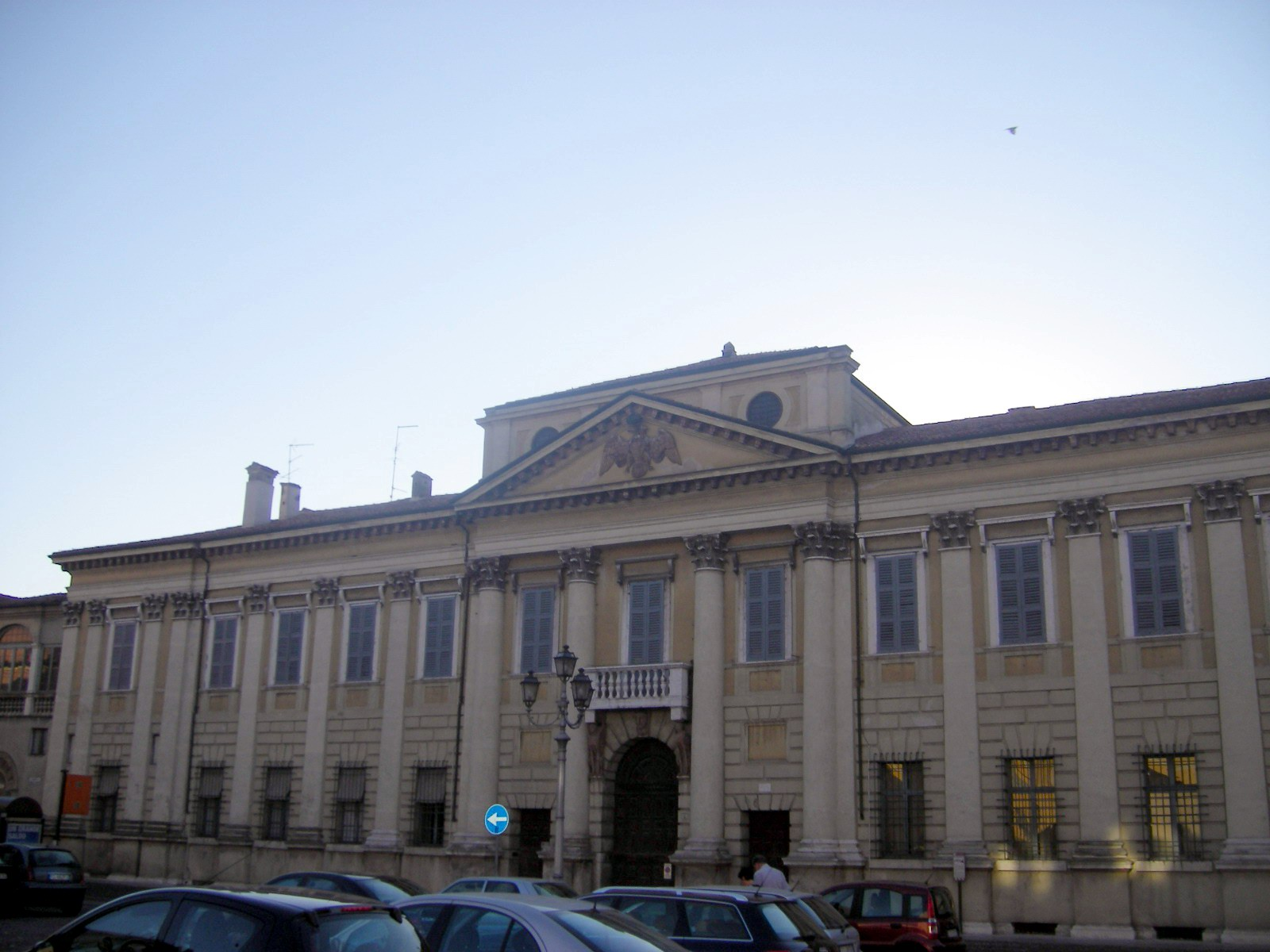
立面

达尔科宫（義大利語：Palazzo D'Arco）是一座新古典主义建筑，位于意大利伦巴第大区曼托瓦达尔科广场4号。现在辟为达尔科宫博物馆，展出达尔科公爵收藏的家具和艺术品。 

## 历史
此处原为12世纪王宫。1625年，曼托瓦公爵的大臣 Chieppio购买并扩大了宫殿。到1652年，宫殿有63个房间。Chieppio死后无男性继承人，宫殿遂在1740年由其妹妹继承，归属达尔科家族。1783年，宫殿改建为新古典主义风格。
第二次世界大战期间，宫殿遭到轰炸。1978年，家族的最后一个成员将其辟为博物馆，保留了室内装饰。

## 收藏
博物馆藏品包括家具，陶瓷，绘画和一个大图书馆。
馆藏绘画包括16世纪初文艺复兴画家Giovanni Maria Falconetto创作的黃道室（Sala dello Zodiaco）壁画。